# 溝口勝
溝口 勝（みぞぐち まさる、1960年 1月11日 ）は日本の農学者。東京大学教授。J-SRI研究会事務局長。栃木県大田原市出身。1978年、栃木県立大田原高等学校を卒業。1982年、東京大学農学部農業工学科卒業。1990年、農学博士（東京大学）。同年、アメリカ合衆国パデュー大学客員助教授。1995年、三重大学生物資源学部助教授（農業物理学研究室）。1999年東京大学助教授・大学院農学生命科学研究科（環境地水学研究室）。2003年、内閣府技官（参事官補佐（政策統括官（科学技術政策担当）付参事官（重点分野担当）付））併任。2008年より東京大学教授。 2010年より、東京大学大学院農学生命科学研究科（国際情報農学研究室）。

## 著書

### 共著
- 秋光 信佳(編〉『福島復興知学講義』ISBN 978-4-13-052030-0 東京大学出版会〈2021年05月07日〉
- J-SRI研究会(編)『稲作革命SRI－飢饉・貧困・水不足から世界を救う－』 日本経済新聞出版社 ISBN 978-4532317287（2011年9月27日）